# Giorgio Capitani
Pour les articles homonymes, voir Capitani.
Giorgio Capitani, né le 29 décembre 1927 à Paris (France) et mort le 25 mars 2017 à Viterbe (Italie), est un réalisateur italien de cinéma et d'œuvres de fiction.

## Biographie
Parmi ses réalisations les plus célèbres, la série télévisée Il Maresciallo Rocca (1996-2005) et Il generale Dalla Chiesa (2007).
Parmi ses films, on peut citer l'amusant Vai avanti tu che mi vien da ridere de 1983 avec Lino Banfi, Agostina Belli et Nando Paone.

## Filmographie

### Cinéma
- 1953 : Les Pêcheurs de Posilleco (it) (Pescatore 'e Pusilleco)
- 1954 : Orage (Delirio)
- 1955 : Les Vitriers (Il piccolo vetraio)
- 1956 : La trovatella di Milano (it)
- 1962 : Le Livre de San Michele (Axel Munthe, der Arzt von San Michele), coréalisé avec Rudolf Jugert et Georg Marischka
- 1964 : Le Grand Défi (Ercole, Sansone, Maciste e Ursus gli invincibili)
- 1966 : Ah ! Quelle nuit, les amis ! (Che notte, ragazzi!)
- 1968 : Chacun pour soi (Ognuno per se) avec Van Heflin, Sarah Ross, Gilbert Roland, George Hilton, Klaus Kinski - écrit par Fernando Di Leo - Musique Carlo Rustichelli
- 1968 : La nuit est faite pour... voler (La notte è fatta per... rubare)
- 1969 : Pleins Feux sur l'archange (L'arcangelo)
- 1973 : Mais qui donc porte la culotte ? (La schiava io cè l'ho e tu no)
- 1974 : La Pépée du gangster (La pupa del gangster)
- 1976 : L'Amour, c'est quoi au juste ? (Bruciati da cocente passione)
- 1977 : Les Bonshommes (Pane, burro e marmellata)
- 1979 : Une langouste au petit-déjeuner (Aragosta a colazione)
- 1980 : Je hais les blondes (Odio le bionde)
- 1981 : Qui c'est, ce mec ? (Bollenti spiriti)
- 1981 : Les Casques de cuir (it) (Teste di quoio)
- 1982 : Vai avanti tu che mi vien da ridere (it)
- 1987 : Missione eroica: I pompieri 2 (it)
- 1988 : Arrivederci e grazie (it)
- 1989 : E non se ne vogliono andare!

### Télévision
- 1996 – 2008 : Il maresciallo Rocca, série
- 2002 : Jean XXIII : le pape du peuple, téléfilm d'une durée de trois heures narrant la vie d'Angelo Roncalli qui devint pape, en 1958, sous le nom de Jean XXIII.
- 2004 : Rita da Cascia, mini-série de deux épisodes de 100 minutes chacun